# Regalbediengerät

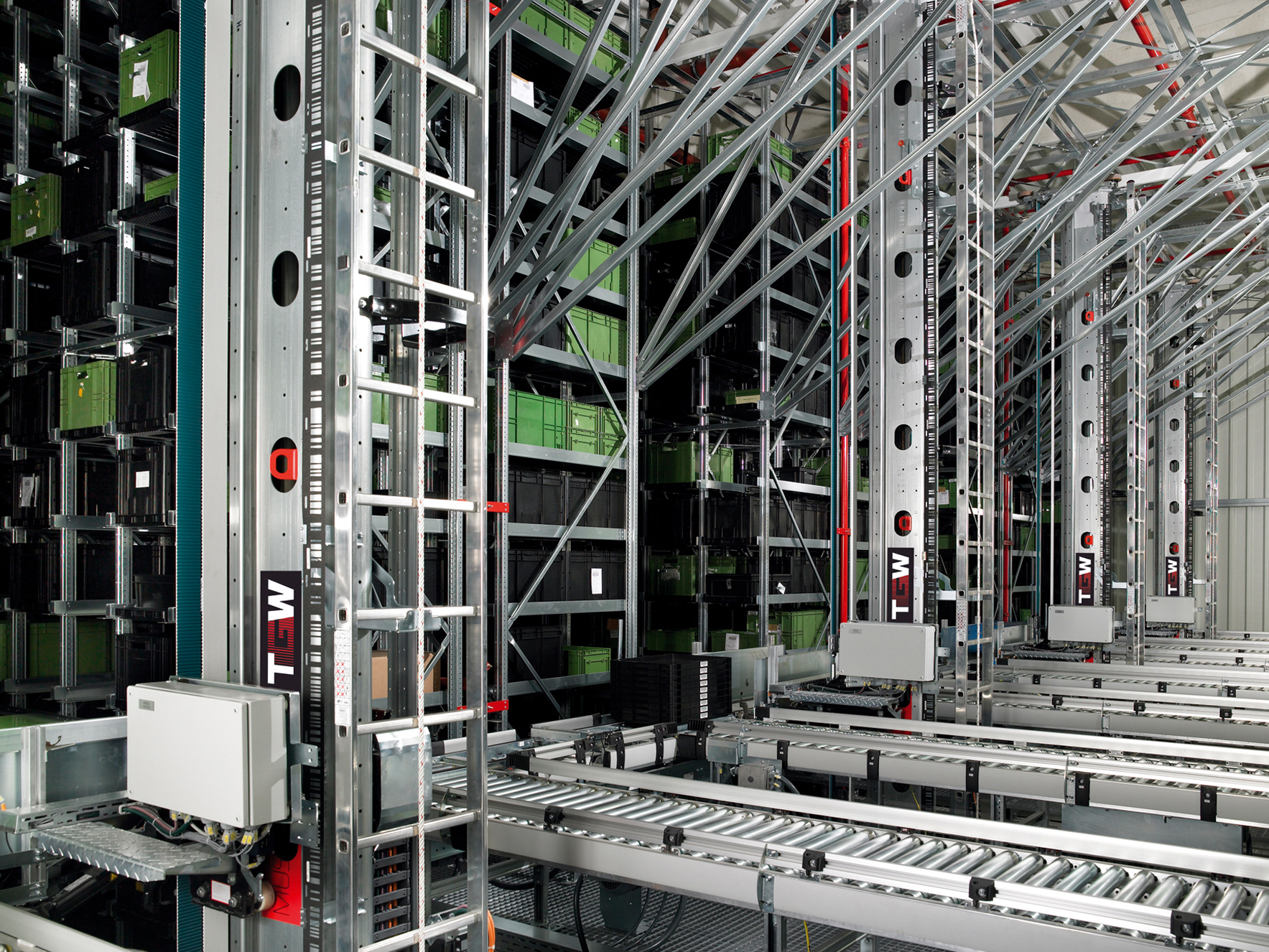
4-gassiges, automatisches Kleinteilelager mit Einmast-Regalbediengeräten

Ein Regalbediengerät (RBG) (engl. stacker crane (STC) oder storage and retrieval machine – S/R machine) ist ein schienengeführtes, einspuriges Fahrzeug zur Bedienung der Waren in einem Hochregallager. Die Bauhöhe eines RBG beginnt bei ca. 6 Meter und geht bis zu einer Maximalhöhe von 46 Meter. Es gibt RBG, die über ein Weichensystem das gesamte Lager bedienen können (kurvengängige RBG für niedrigere Leistungen), bzw. mit einem Umsetzer die Gasse wechseln und solche, die nur in einem Gang operieren (gassengebundene RBG für hohe Leistungen). Der Automatisierungsgrad reicht je nach Anwendungsfall von manuell bis vollständig automatisiert.

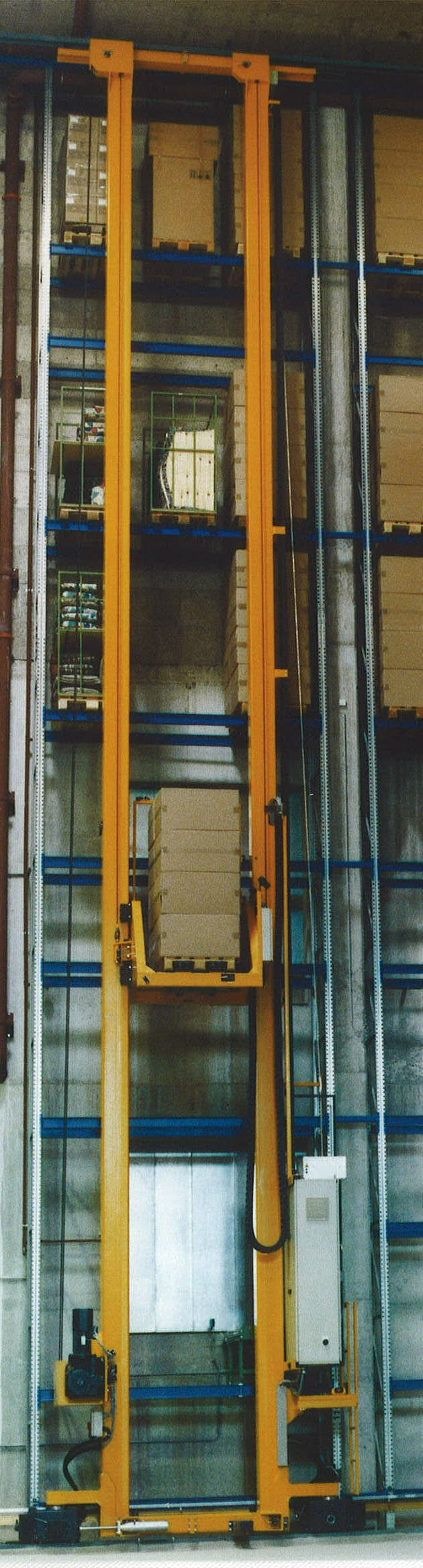
Automatisches, kurvengängiges Regalbediengerät in Zweimastausführung mit Teleskopgabel für Europaletten

Die Bewegung eines RBG erfolgt in folgenden drei Achsen:
- x = Ganglängsrichtung (Fahreinheit)
- y = vertikale Richtung (Hubeinheit)
- z = Gangquerrichtung (Lastaufnahmeeinheit)

## Geschichte und Entwicklung
Mit dem Einzug der Massenproduktion in der Industrie wurden auch die Anforderungen an den innerbetrieblichen Materialfluss und damit an die Lagertechnik immer größer. Aus der Forderung, auf kleiner Fläche immer mehr lagern zu können, entstanden in den 1950er Jahren die Blocklager. Die Blocklager wurden mit Stapelkranen bedient, welche schon wesentlich weniger Platz für die Gassen benötigten und Höhen erreichten, die mit einem Gabelstapler oder einem Schubmaststapler nicht möglich waren.
In den 1960er Jahren entstanden die ersten Regalbediengeräte, welche im Gegensatz zu den Stapelkranen gassengebunden waren und somit kein Portal zum Überfahren der gesamten Halle benötigten. Damit stieg nicht nur die Lagerkapazität durch erhöhte Raumnutzung, sondern auch die Leistung, da jetzt für jede Gasse ein separates RBG verfügbar war. Anfangs fuhren die RBG wie kleine Portalkrane an der Hallendecke und wurden am Boden geführt. Man ging aber bald dazu über, die Kraft nicht über das Regal oder die Hallendecke, sondern über den Hallenboden einzuleiten, da dies mechanisch wesentlich leichter zu beherrschen war. Die einspurig am Boden fahrenden RBG konnten jetzt immer höhere Fahrleistungen erbringen.
Wurden die RBG bis jetzt noch manuell durch einen Fahrer bedient, ermöglichte die Entwicklung der Informationstechnologie in den 1980er Jahren die weitgehende Automatisierung der Regalbediengeräte.
Dies führte zu einem starken Wachstum der Branche ab den 1990er Jahren. In den folgenden Jahren sollte die Entwicklung der Software (LSR (Lagersteuerrechner) und LVR (Lagerverwaltungsrechner), siehe Hochregallager) einen immer höheren Stellenwert erlangen. Mechanisch wurden die RBG durch die immer höheren Leistungen gefordert, das Grundkonzept aber blieb bis heute.

## Mechanischer Aufbau eines RBG
Das Regalbediengerät ist keine Kombination von Flurförderzeug und Hebezeug, sondern wegen der Führung oben und unten ein typisches Hebezeug, welches sich selbst in Fahrtrichtung (X-Achse) und den Hubschlitten in Hubrichtung (Y-Achse) bewegt. Das Regalbediengerät tritt nie alleine auf, sondern immer in Kombination mit einem sog. Lastaufnahmemittel, welches die Ladung direkt oder die sog. Ladehilfsmittel, welche als Träger der Ladung fungieren, (in Z-Richtung) manipuliert.
In der Regel wird ein Regalbediengerät für jede Regalgasse eingebaut. Der Wechsel der Regalgasse würde eine erheblich komplexere Konstruktion erfordern und die Zugriffszeiten zu einem Regalfach erheblich steigern; trotzdem werden sie hergestellt (meist als 'kurvengängige' RBG bezeichnet). Werden Ein- und Auslagerung seitenweise getrennt, sind auch Paare von Regalbediengeräten für jede Regalgasse sinnfällig. Nicht nur die gewünschte Bedienzeit bestimmt die Auswahl der Lösungen, sondern auch Nutzlasten, Gebäudehöhen, Lagerstrategien etc.

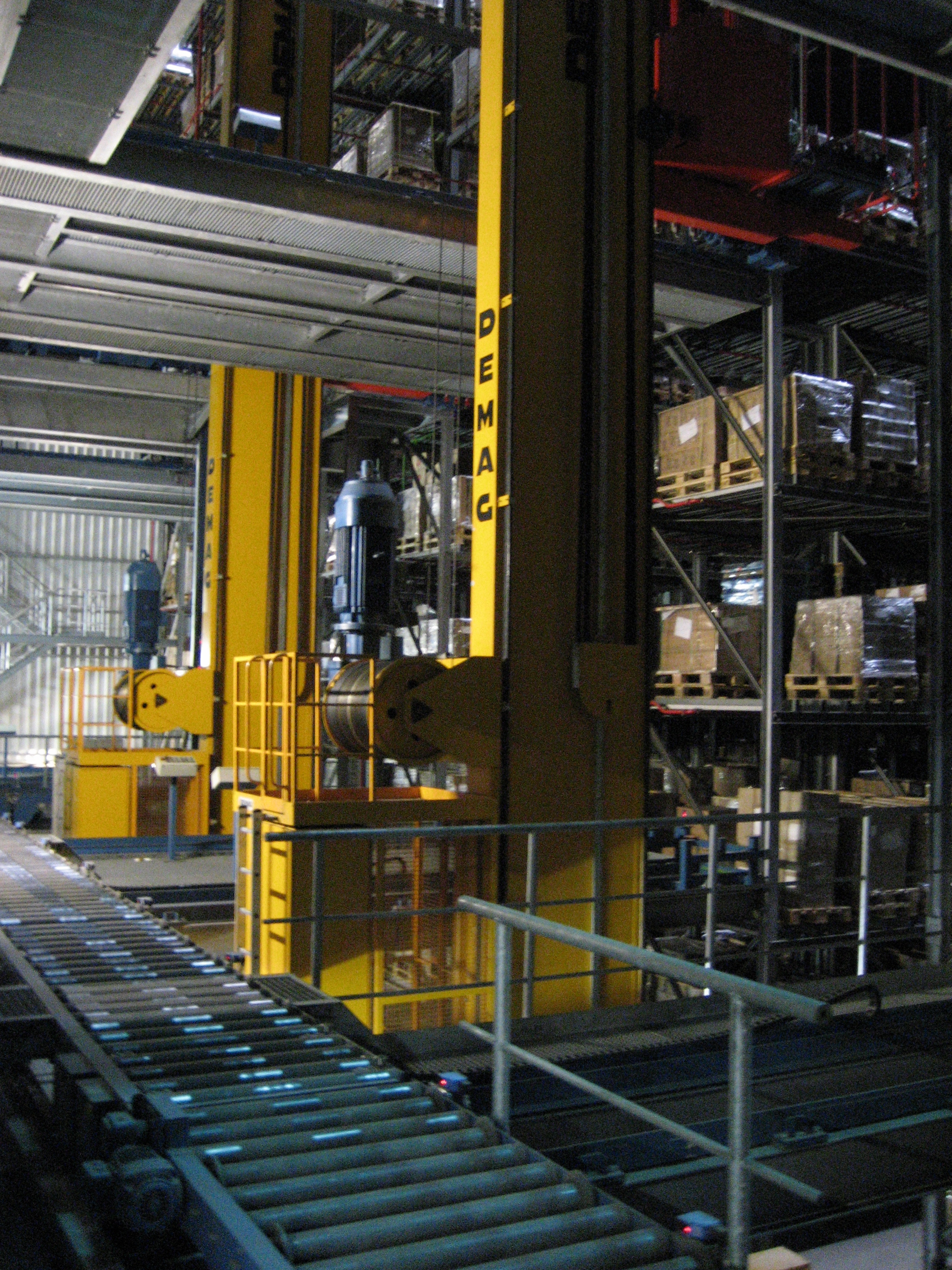
Automatische Regalbediengeräte in Einmastausführung für Europaletten. Im Vordergrund die Fördertechnik zur Warenzuführung (unten) und zum Warenablauf (oben).

### Fahrwerk
Das einspurige Fahrwerk verbindet die beiden Laufräder mit dem Mast bzw. dem Rahmen.
Die Laufräder werden auf Schienen geführt und sind bei kurvengängigen RBG drehbar gelagert. Je nach Schienentyp (warmgewalzte Profile wie z. B. U-Profile, I-Profile und Eisenbahnschienen) und Radlast werden Stahl-, Kunststoff- oder Vulkollanräder (Stahlnabe mit angegossener Elastomer-Lauffläche) in Einfach- oder Doppelradkästen eingesetzt. Je nach Leistungsbedarf sind eines oder beide Räder angetrieben.

### Mast
Der Mast (Säule) verbindet das Fahrwerk mit der Kopftraverse. Je nach Anwendungsfall sind Ein- oder Zweimastversionen (Rahmengeräte) möglich. Entlang des Mastes wird der Hubschlitten geführt. Der Mast enthält aber noch weitere Komponenten wie das Hubwerk mit dem Seil- oder Kettentrieb, den Hauptschaltschrank, Podeste und Aufstiegsleitern mit der Persönlichen Schutzausrüstung (PSA), Stromzuführungen zum Hauptschaltschrank und zum Hubschlitten über Schleifleitungen oder Kabelketten.

### Hubschlitten
Der Hubschlitten trägt primär die zu befördernde Last und ist mit Einrichtungen zur Aufnahme und Abgabe der Last, dem sogenannten Lastaufnahmemittel, ausgerüstet.
Bei automatischen RBG findet sich am Hubschlitten meist ein Notsteuerstand (zur Störungsbehebung). Bei manuellen RBG ist oft eine Kabine mit mehr oder weniger umfangreicher Ausstattung (PSA, Sitz, Regale, PC, Scanner, Feuerlöscher …) angebracht. Ein wichtiges Thema ist hier auch die Gestaltung des Fluchtweges.
Die Hubbewegung erfolgt über einen Seil-, Riemen- oder Kettentrieb. Damit die Hubbewegung bei einer mechanischen Blockade des Hubschlittens automatisch abgeschaltet wird, sind in den Aufhängungen Sicherheitsschalter zur Erkennung von Schlaffseil bzw. Überlast angebracht. Am Hubschlitten sind Einrichtungen zur Verhinderung eines Absturzes bei Seil- oder Kettenbruch vorhanden. Diese Fangvorrichtung ist vor allem wichtig, wenn Personen mit dem RBG mitfahren können.

### Kopftraverse
Die Kopftraverse enthält das obere Fahrwerk und verbindet ggf. die beiden Masten. Das obere Fahrwerk besteht aus Führungsrollen, die in einer Schiene am Regaljoch (obere Verbindungskonstruktion der Regalzeilen) geführt werden. Bei nicht kurvengängigen Einmastgeräten kann die Kopftraverse sogar entfallen.
Die Kopftraverse ist besonders wichtig, wenn sich mehrere kurvengängige RBG in einer Schienenanlage befinden. In diesem Fall muss eine Kollision verhindert werden. Die Einrichtungen zum Antistoß sind in der Kopftraverse eingebaut, gleichzeitig dient diese als Puffer.

## Antrieb und Leistung
Die Fahr- und Hubantriebe sind heute überwiegend drehzahlgeregelte Elektromotoren, wobei die Fahrleistungen immer höher werden, um die Zugriffszeiten zu senken und die Systemleistung zu erhöhen. Hydraulische Antriebe werden wegen der hohen Verschmutzungsgefahr, vor allem auch für die Ware, kaum mehr eingesetzt.

### Leistung eines RBG
Typische Leistungsdaten eines RBG für Europaletten mit 1.000 kg Nutzlast, Ly=30 Metern Höhe und einem Gesamtgewicht von 20.000 kg sind in folgender Tabelle zusammengestellt:
| Achse                                         | Geschwindigkeit v [m/min] | Beschleunigung a [m/s²] | Maximale elektrische Leistung P [kW] | Bemerkung                   |
| --------------------------------------------- | ------------------------- | ----------------------- | ------------------------------------ | --------------------------- |
| x = Ganglängsrichtung                         | vx=225                    | ax=1,0                  | Px=150                               |                             |
| y = vertikale Richtung                        | vy=90                     | ay=1,0                  | Py=55                                |                             |
| z = Gangquerrichung beladen (Teleskopgabel)   | vz1=55                    | az1=0,5                 | Pz1=1                                | je nach Stabilität der Ware |
| z = Gangquerrichung unbeladen (Teleskopgabel) | vz2=120                   | az2=2,0                 | Pz2=1                                |                             |

Diese Werte variieren stark mit den Parametern RBG-Höhe und Nutzlast. Ein RBG in einem Kleinteilelager kann auf Grund der wesentlich geringeren Massen Beschleunigungswerte von 3–4 m/s² erreichen.

### Optimales Geschwindigkeitsverhältnis
Die Geschwindigkeiten in x- und y-Richtung stehen in einem direkten Zusammenhang mit den Lagerabmessungen. Das optimale Geschwindigkeitsverhältnis besteht dann, wenn bei gleichzeitiger Hub- und Fahrbewegung vom Punkt x0/y0 der Hubschlitten gleichzeitig im Punkt Lx/Ly ankommt, mit anderen Worten: das Geschwindigkeitsverhältnis vx/vy entspricht dem Längenverhältnis Lx/Ly.
Die optimale Gassenlänge (Lx) für das Beispiel in obiger Tabelle ist nach dieser Bedingung:
Lx = Ly*(vx/vy) = 30*(225/90) = 75 Meter

### Spielzeiten
Bei der Spielzeit handelt es sich um die Summe aller Zeiten, die für einen vorgegebenen Bewegungsablauf des RBG in einem Hochregallager gebraucht werden. Sie entspricht der Antwortzeit eines Regelsystems oder der Zugriffszeit eines Festplattenlaufwerks. Sie lässt Rückschlüsse auf die Umschlagsleistung (Anzahl der Ein-, Aus und/oder Umlagerungen je Zeitspanne) eines Hochregallagers zu. Diese Spielzeiten können nach Realisierung des Projektes direkt gemessen werden und sind somit Bestandteil der Abnahme; dabei sind Abweichungen von 6 % zulässig. In unserem Beispiel von oben werden z. B. 85 Einzelspiele (Auslagerungen) und 50 Doppelspiele (Ein- und Auslagerung) pro Stunde erreicht.

#### Mittlere Spielzeit
Wenn man von Spielzeiten spricht, sind immer die mittleren Spielzeiten gemeint. Dies ist ein statistischer Mittelwert unter der Voraussetzung, dass alle Fächer in einem bestimmten Zeitraum gleichmäßig angefahren werden. Die exakte Ermittlung ist daher sehr aufwendig und nicht praktikabel.
Aus diesem Grund wird ein mittleres Arbeitsspiel definiert und die Punkte P (Palettenplatz), A (Auslagerpunkt) und E (Einlagerpunkt) im tatsächlichen Lager abhängig von dessen Abmessungen festgelegt. Es werden je nach Lage von A und E im Lager sechs verschiedene Fälle unterschieden (Näheres in der FEM 9.851).

#### Einzelspiel
Ein Einzelspiel eines RBG besteht aus der Summe aller Zeiten für eine Ein- oder Auslagerung einschließlich aller Fahr-, Positionier-, Kontroll- und Gabelspielzeiten. Ein Einzelspiel für die Auslagerung beschreibt also den Weg A → P → A, ein Einzelspiel für die Einlagerung E → P → E.

#### Kombiniertes Spiel
Ein kombiniertes Spiel (oder auch Doppelspiel) eines RBG besteht aus der Summe aller Zeiten für eine Ein- und Auslagerung einschließlich aller Fahr-, Positionier-, Kontroll- und Gabelspielzeiten. Ein solches Spiel beschreibt die Strecke E → P1E → P2A → A

## Steuerungsarten

### Manuelle Steuerung
Bei der manuellen Steuerung werden alle Bewegungsachsen vom mitfahrenden Bediener über Joystick oder Taster gesteuert. Bei dieser Steuerungsart muss im Normalbetrieb durch logische und elektrische Verriegelungen verhindert sein, dass alle Bewegungen jederzeit möglich sind. Aufgrund des stetig steigenden Automatisierungsgrades spielen manuell bediente RBG heute keine wesentliche Rolle mehr. Insbesondere für Kommissionierarbeiten werden aber noch mannbediente Geräte eingesetzt.

### Halbautomatische Steuerung
Bei dieser Steuerungsart sind gewisse Bewegungsabläufe automatisiert. Sehr hilfreich ist z. B. der sogenannte Gabelzyklus, bei dem die Bedienperson das betreffende Fach anfährt und mit einem Tastendruck folgenden Zyklus startet:
Teleskopgabel ausfahren → Teleskopgabel heben → Teleskopgabel einfahren

### Automatische Steuerung
Bei der automatischen Steuerung werden alle Bewegungen des RBG autonom am Regalbediengerät gesteuert und überwacht. Die Bewegung wird durch die Auftragsdaten vom Lagerverwaltungssystem koordiniert. Die Datenübertragung zwischen den Funktionseinheiten kann dabei z. B. über Kabel, Lichtstrecken (Infrarot) oder über Funk erfolgen.
Eine manuelle Bewegung jedes RBG ist über einen Notsteuerstand möglich, mit dem die Verbindung zum Lagerverwaltungssystem übersteuert werden kann.

## Wegmessungen
Um die Position in x-Richtung zu bestimmen, werden hauptsächlich inkremental oder absolut arbeitende Lasermesstechnik oder Drehwinkelgeber eingesetzt.
Seit etwa 2005 werden zur Wegmessung der X-Achse vorwiegend Barcodemess-System in verschiedenen Ausführungen verwendet (dies gilt für die Hersteller LTW und TGW). Auch bei der Y-Achse kommen diese zum Einsatz.

## Investitionen
Die Kosten für ein RBG hängen stark vom Automatisierungsgrad, den Abmessungen, der Stückzahl und den Leistungsdaten ab. Ein kleineres automatisches RBG liegt im Bereich von 100.000 Euro, für ein RBG wie im Beispiel oben liegen die Investitionen im Bereich von 300.000 Euro.

## Relevante Normen
- EN 528 Regalbediengeräte – Sicherheit
- FEM 9.001 Terminologie / Wörterbuch Regalbediengeräte
- FEM 9.101 Terminologie / Regalbediengeräte-Definitionen
- FEM 9.221 Leistungsnachweis für RBG / Zuverlässigkeit, Verfügbarkeit
- FEM 9.311 Berechnungsgrundlagen für RBG-Tragwerke
- FEM 9.512 Berechnungsgrundlagen für RBG-Triebwerke
- FEM 9.754 Sicherheitsregeln für Regalbediengeräte
- FEM 9.851 Leistungsnachweis für Regalbediengeräte – Spielzeiten
- FEM 9.831 Berechnungsgrundlagen für RBG im HRL-Bereich: Toleranzen, Verformungen, Freimaße im Hochregallager
- FEM 9.832 Berechnungsgrundlagen für RBG im AKL-Bereich: Toleranzen, Verformungen, Freimaße im Automatischen Kleinteilelager